# Mannenkoor Karrespoor
Mannenkoor Karrespoor is een Nederlands mannenkoor/muziekgroep uit Tuk (gemeente Steenwijkerland) in Overijssel.

## Geschiedenis

### Ontstaan en hitsucces
Het koor is in 1990 ontstaan in café De Karre. Nadat op een avond de jukebox het begaf  en daarna de stamgasten het regelmatig zelf op een zingen zetten, werd het plan opgevat om een plaatje te maken. Caféhouder 'Vader Hein' Kranendonk was dat jaar precies 10 jaar kastelein en de single met de titel Mooi Man, naar de vaste uitdrukking van Kranendonk, met op de B-kant Wil-Hein-mus was het resultaat. 
De single verscheen in het najaar van 1990 en won – met name op het platteland – langzaam aan populariteit. Landelijke radiostations zagen Mooi Man aanvankelijk niet zo zitten, omdat de alcoholconsumptie wel erg enthousiast werd bezongen. Gesteund door producer Willem van Schijndel werd de single in het voorjaar van 1991 toch opgepakt door Hilversumse dj's, hetgeen het begin van een zomerhit betekende die veel werd gedraaid op Radio 2 en Radio 3. 
Uiteindelijk stond Mooi Man 20 weken in de Nederlandse Top 40 met als hoogste positie nr. 5. In de Nationale Top 100 kwam de plaat zelfs tot nr. 3 en stond maar liefst 26 weken genoteerd. In het op Radio 3 uitgezonden Top 100 jaaroverzicht van 1991 eindigde de plaat op de tweede plaats achter Bryan Adams' (Everything I Do) I Do It for You. 
De opvolger Lekker op de trekker (met als dubbele A-kant Koekalverij) behaalde in de Nederlandse Top 40 de 3e positie en zelfs de 2e positie in de Nationale Top 100. De zin Geef je leven zin, toe vrouwgies wordt boerin in het liedje Lekker op de trekker was bedoeld om meer boeren aan een vrouw te helpen (later onder andere door de Meppeler Courant omschreven als voorloper van het tv-programma 'Boer zoekt vrouw'). Nadat Henk Westbroek deze oproep in het radioprogramma Rooie Haan had herhaald, kwamen er meer vrouwen naar café De Karre in Tuk.

### Onbegriepuluk en Ontspoort!
Uiteindelijk bracht het Mannenkoor twee albums uit, waarvan vooral het eerste, genaamd Onbegriepuluk uit 1991 een succes werd. Bekende nummers als Mooi Man, Lekker op de trekker en Koekalverij zijn op dit album te vinden.
Het tweede album  Ontspoort! verscheen in 1993. Hoewel het muzikaal gezien hoger aangeslagen werd dan zijn voorganger, verkocht het aanzienlijk minder.

### Bekroning van het succes
Zowel Mooi Man als Onbegriepuluk werd beloond met goud, voor respectievelijk meer dan 75.000 en 50.000 verkochte exemplaren. Daarnaast werd het Karrespoor door de kijkers van het Schooltv-weekjournaal uitgeroepen tot Kerstster van 1991 en was het genomineerd voor een Veronica Award in de categorie ‘beste groep’. Ter ere van de successen vernoemde de toenmalige gemeente Steenwijk de rotonde tussen Tuk en Steenwijk naar het Mannenkoor Karrespoor.

### Luchtballon
Toen de muzikale successen minder werden, wist het Karrespoor opnieuw alle aandacht op zich te vestigen met de grootste luchtballon ter wereld in de vorm van een koe. Deze ballon was ooit besteld in centimeters maar uitgevoerd in inches. Toen de oorspronkelijke opdrachtgever het veel te groot uitgevallen gevaarte niet meer wilde hebben, kwam het in handen van het Mannenkoor Karrespoor. Met de ballon was de groep een graag geziene gast bij ballonfestijnen in binnen- en buitenland.

### Na het succes
Midden jaren '90 werd het stiller rond het Mannenkoor Karrespoor. Een enkele keer trad men nog op, zoals in 2001 in het tv-programma Het gevoel van... 1991. Een optreden tijdens het Dicky Woodstock festival in 2005 zorgde ervoor dat de groep inmiddels weer ieder jaar minstens een keer op het podium staat, zoals op het Boerenrock Festival te Drouwenermond en op het Veenhoop festival. Bij het laatste optreden van de Achterhoekse band Normaal was Mannenkoor Karrespoor ook aanwezig.

### Boek
In Augustus 2010 verscheen het boek "Onbegriepuluk, 20 jaar Mooi Man", geschreven door Wilko Aardema uit Steenwijk met foto's, anekdotes en een cd met 22 nummers. Op het Dicky Woodstock festival werd het eerste exemplaar overhandigd aan Henk Westbroek. Westbroek werd tijdens de hoogtijdagen van het Karrespoor regelmatig verward met koorlid Richard van der Zee, omdat beide nogal op elkaar leken.

### Hernieuwde belangstelling
Door de protesten van de boeren tegen het beleid van de Nederlandse regering (onder andere maatregelen om uitstoot van ammoniak en stikstofoxiden te beperken), kwam Mannenkoor Karrespoor in 2019 opnieuw in de belangstelling, omdat de protesterende boeren de muziek van het koor gebruikten voor hun uitingen op sociale media en tijdens protestacties. Het koor bracht Mooi Man in november 2019 speciaal voor de boeren ten gehore bij Radio 538. In februari 2020 trad Karrespoor op in de Gelredome, bij het festival Warkende helden,  een festival in het kader van de stikstofcrisis. Mooi Man stond in november 2020 bovendien centraal in aflevering 4 van de podcast serie Weird hit wonder van Radio 2.
In 2025 bestaat het koor 35 jaar. Ter gelegenheid van dit jubileum komt een nieuwe single uit: Meer ku’j d’r niet van maek’n. Daarnaast komt er een documentaire over de belevenissen van het koor, met interviews, oude én nieuwe beelden.

## Samenstelling
Karrespoor bestond uit Albert Boltjes, Kees Dedden, Eric Dingerdis, Robert Hassing, Lowie Hof, Ton Hof, Richard Mosterman, Henk Kranendonk, Marco Kranendonk, Niels Kranendonk, Eric Kroon, Anton Lugtenberg († 1996), Folkert Munsterman († 2018), Gertjan ter Schure, Rudie ter Schure en Toon Vernooy.
Het koor werd begeleid door Foppe Hof (slide-, slag- en sologitaar), Harrie Hof (drums en tamboerijn), Marco Hof (banjo, Spaanse, slag- en sologitaar), Barbera Kroon (toetsen en accordeon), Riet van der Linden (tamboerijn) en Richard van der Zee (bas, mondharmonica). Marco Hof en Richard van der Zee waren met name verantwoordelijk voor tekst en muziek.

## Albums
| Album met eventuele hitnotering(en) in de Nederlandse Album Top 100 | Datum van verschijnen | Datum van binnenkomst | Hoogste positie | Aantal weken | Opmerkingen |
| ------------------------------------------------------------------- | --------------------- | --------------------- | --------------- | ------------ | ----------- |
| Onbegriepuluk                                                       | 1991                  | 07-12-1991            | 10              | 24           |             |
| Ontspoort!                                                          | 1993                  | -                     | -               | -            |             |

## Singles
| Single met eventuele hitnotering(en) in de Nederlandse Top 40 | Datum van verschijnen | Datum van binnenkomst | Hoogste positie | Aantal weken | Opmerkingen                                             |
| ------------------------------------------------------------- | --------------------- | --------------------- | --------------- | ------------ | ------------------------------------------------------- |
| Mooi man                                                      | 1990                  | 08-06-1991            | 5               | 20           | Nr. 3 in de Nationale Top 100                           |
| Lekker op de trekker / Koekalverij                            | 1991                  | 31-08-1991            | 3               | 12           | Single met dubbele A-kant Nr. 2 in de Nationale Top 100 |
| Stro-race                                                     | 1991                  | 23-11-1991            | 16              | 8            | Nr. 7 in de Nationale Top 100                           |
| Allemoal aan de melk                                          | 1992                  | 14-03-1992            | 37              | 3            | Nr. 34 in de Nationale Top 100                          |
| Kamperen bij de boer                                          | 1992                  | 12-09-1992            | 40              | 2            | Nr. 34 in de Nationale Top 100                          |
| Een boer in love                                              | 1993                  | 22-05-1993            | -               | -            | Nr. 16 in de Tipparade                                  |
| Bongel an 't bien                                             | 1993                  | -                     | -               | -            |                                                         |
| Koe-man                                                       | 1994                  | -                     | -               | -            |                                                         |
| Genieten dikke tieten                                         | 1994                  | -                     | -               | -            |                                                         |
| Meer ku’j d’r niet van maek’n                                 | 2025                  | -                     | -               | -            |                                                         |

### NPO Radio 2 Top 2000
Van Mannenkoor Karrespoor stond alleen Lekker op de trekker in 2019 in de NPO Radio 2 Top 2000, op plek 364.
- International Standard Name Identifier: 0000 0004 6954 3580
- MusicBrainz: 98d08dc4-f0ba-4f24-ba9a-e4846576300e